# Međupodručna nogometna liga Sisak – Karlovac – Kutina 1971./72.
Međupodručna nogometna liga Sisak – Karlovac – Kutina (također i kao Međupodsavezna nogometna liga Sisak – Karlovac – Kutina)  za sezonu 1971./72. je predstavljala ligu četvrtog stupnja nogometnog prvenstva Jugoslavije. 
 
Sudjelovalo je 12 klubova, a prvak je bila "Mladost" iz Petrinje. 

## Ljestvica
| mj. | klub                         | ut. | pob. | ner. | por. | gol+ | gol- | bod |
| --- | ---------------------------- | --- | ---- | ---- | ---- | ---- | ---- | --- |
| 1.  | Mladost Petrinja             | 22  | 17   | 3    | 2    | 62   | 22   | 37  |
| 2.  | INA Sisak                    | 22  | 14   | 4    | 4    | 55   | 24   | 32  |
| 3.  | Banija Glina                 | 22  | 12   | 3    | 7    | 55   | 28   | 27  |
| 4.  | Sloga Novoselec              | 22  | 11   | 2    | 9    | 59   | 40   | 24  |
| 5.  | Duga Resa                    | 22  | 10   | 3    | 9    | 40   | 31   | 23  |
| 6.  | Moslavina Kutina             | 22  | 9    | 5    | 8    | 60   | 51   | 22  |
| 7.  | Ivanić (Ivanić-Grad)         | 22  | 9    | 3    | 10   | 38   | 42   | 21  |
| 8.  | Krajišnik Velika Kladuša     | 22  | 9    | 2    | 11   | 42   | 52   | 20  |
| 9.  | Željezničar Sunja            | 22  | 6    | 6    | 10   | 39   | 50   | 18  |
| 10. | Partizan Bosanska Kostajnica | 22  | 6    | 3    | 13   | 22   | 53   | 15  |
| 11. | Vatrogasac Gornje Mekušje    | 22  | 5    | 2    | 15   | 30   | 55   | 12  |
| 12. | Borac Čazma                  | 22  | 5    | 2    | 15   | 22   | 76   | 12  |

- Gornje Mekušje – danas dio Karlovca
- "Krajišnik" iz Velike Kladuše i "Partizan" iz Bosanske Kostajnice – klubovi iz Bosne i Hercegovine

## Rezultatska križaljka
| kratica | klub                         | BAN | BOR | DUR | INA | IVA | KRA | MLA | MOS | PAR | SLO | VAT | ŽELJ |
| --- | ---------------------------- | --- | --- | --- | --- | --- | --- | --- | --- | --- | --- | --- | ---- |
| BAN | Banija Glina                 |     |     |     |     |     |     |     |     |     |     |     |      |
| BOR | Borac Čazma                  |     |     |     |     |     |     |     |     |     |     |     |      |
| DUR | Duga Resa                    |     |     |     |     |     |     |     |     |     |     |     |      |
| INA | INA Sisak                    |     |     |     |     |     |     |     |     |     |     |     |      |
| IVA | Ivanić (Ivanić-Grad)         |     |     |     |     |     |     |     |     |     |     |     |      |
| KRA | Krajišnik Velika Kladuša     |     |     |     |     |     |     |     |     |     |     |     |      |
| MLA | Mladost Petrinja             |     |     |     |     |     |     |     |     |     |     |     |      |
| MOS | Moslavina Kutina             |     |     |     |     |     |     |     |     |     |     |     |      |
| PAR | Partizan Bosanska Kostajnica |     |     |     |     |     |     |     |     |     |     |     |      |
| SLO | Sloga Novoselec              |     |     |     |     |     |     |     |     |     |     |     |      |
| VAT | Vatrogasac Gornje Mekušje    |     |     |     |     |     |     |     |     |     |     |     |      |
| ŽELJ | Željezničar Sunja            |     |     |     |     |     |     |     |     |     |     |     |      |
| |                              |     |     |     |     |     |     |     |     |     |     |     |      |
| podebljan rezultat - utakmice od 1. do 11. kola (1. utakmica između klubova) rezultat normalne debljine - utakmice od 12. do 22. kola (2. utakmica između klubova) rezultat nakošen - nije vidljiv redoslijed odigravanja međusobnih utakmica iz dostupnih izvora rezultat smanjen * - iz dostupnih izvora nije uočljiv domaćin susreta prekrižen rezultat - poništena ili brisana utakmica p - utakmica prekinuta 3:0 p.f. / 0:3 p.f. - rezultat 3:0 bez borbe |                              |     |     |     |     |     |     |     |     |     |     |     |      |

 Izvori:

## Poveznice
- Zagrebačka zona 1971./72.
- Varaždinsko-zagorska liga 1971./72.
- Međimurska liga 1971./72.